# Egito Otomano

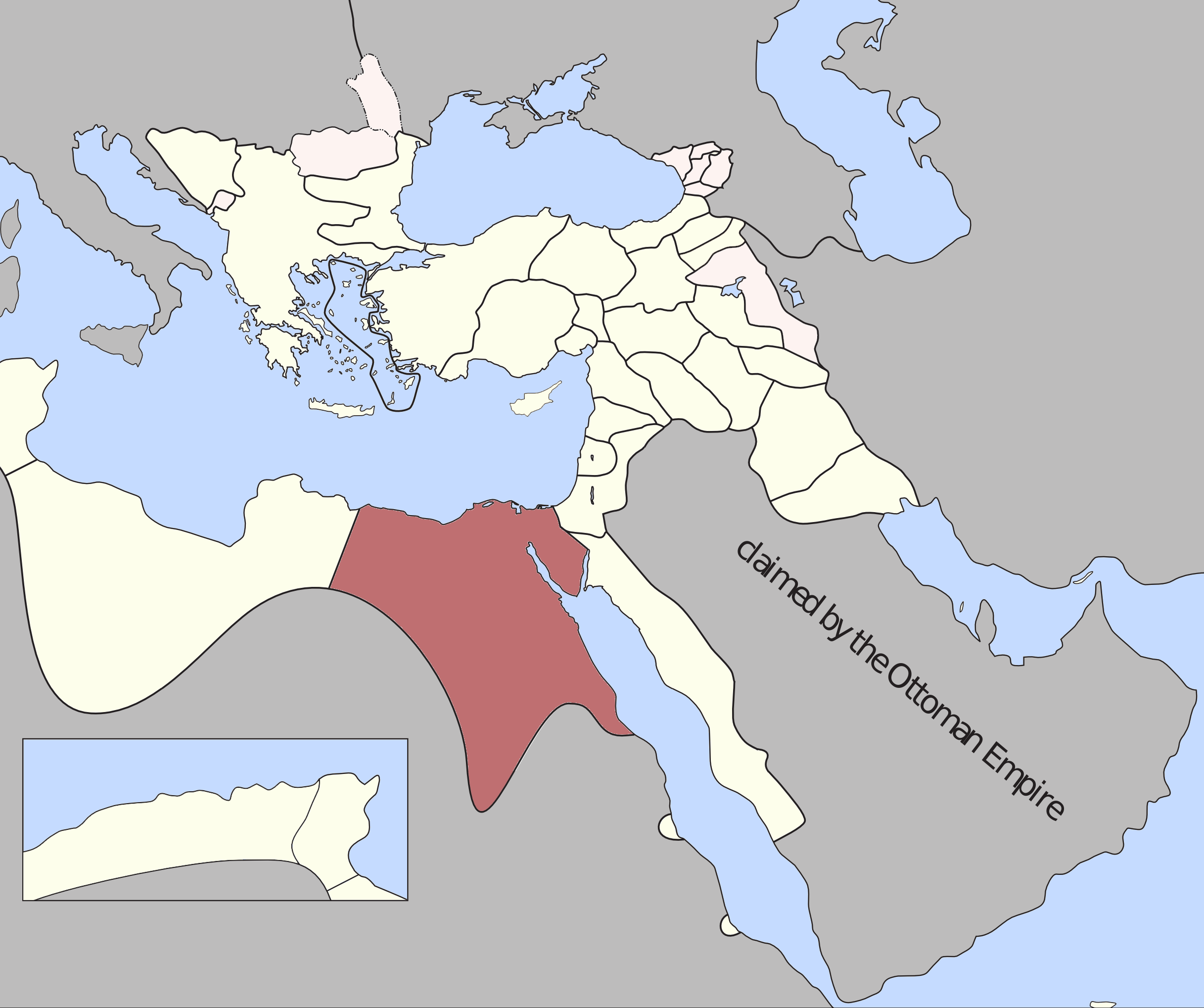
O Egito como parte do Império Otomano em 1795.

O Egito Otomano abrange dois períodos principais da história do Egito a partir do século XVI até ao início do século XX, quando sob o domínio ou aliado ao Império Otomano que estava baseado na Turquia (atual).

## Eialete do Egito
O Eialete do Egito (1517–1867) foi estabelecido quando a região mais ao norte do Egito ficou sob o domínio direto do Império Otomano com a sua vitória de 1517 sobre o Sultanato Mameluco. A interrupção da campanha Francesa de Napoleão no Egito e na Síria (1798–1801) permitiu a tomada de poder por Maomé Ali do Otomano Hurxide Paxá e a fundação da dinastia Maomé Ali.

## Quedivato do Egito
O Quedivato do Egito (1867-1914) foi um estado tributário autónomo do Império Otomano. O estatuto autonomeado de Maomé Ali como vice-reinado ou Quediva foi oficialmente reconhecido em 1867, embora até então o Egito estivesse sujeito à influência da França e especialmente do Reino Unido, que completou o Canal de Suez em 1869.